# Voliere
Et voliere er et stort fuglebur, der tillader at større fugle har mulighed for at flyve. Ordet er afledt af fransk voler, der betyder flyve som igen kommer fra det latinske ord for at flyve; volare.
De kan have planter og buskadser, som skal imitere naturen.
Voliere varierer i størrelse fra mindre private bure, som kan indeholde et mindre antal små fugle, eksempelvis kanariefugle, til større strukturer som benyttes i zoologiske haver, hvor større rovfugle kan flyve rundt.